# Hu Bo
Hu Bo (chiń. 胡波; ur. 20 lipca 1988 w Jinan, zm. 12 października 2017 w Pekinie, pseudonim artystyczny: 胡迁, Hú Qiān) – chiński reżyser filmowy, scenarzysta i pisarz. Absolwent Pekińskiej Akademii Filmowej. Jego debiutancki i zarazem ostatni film pełnometrażowy, Siedzący słoń, uzyskał uznanie światowej publiczności i krytyki, jego światowa premiera miała miejsce podczas 68. Festiwalu Filmowego Berlinale. Hu Bo popełnił samobójstwo 12 października 2017 roku, krótko po ukończeniu prac nad filmem.

## Życie
Urodzony 20 lipca 1988 roku w Jinanie (prowincja Szantung) w Chinach. W 2010 roku, po kilku próbach, podjął studia na prestiżowej Pekińskiej Akademii Filmowej na wydziale reżyserii. W 2014 roku zadebiutował literacko, udostępniając swoje opowiadania w internecie. W tym samym roku wyreżyserował dwa filmy krótkometrażowe: Distant Father (远隔的父亲, Yuange de fuqin) oraz Night Runner (夜奔, Yeben). W lutym 2015 roku otrzymał nagrodę dla najlepszego reżysera podczas 5. Edycji Golden Koala Chinese Movie Festival za film Distant Father. Także w tym roku napisał pierwszą powieść (Bullfrog, 牛蛙, Niuwa), wydaną w 2017 roku. W 2016 roku napisał Big Crack (大裂, Da lie) oraz wyreżyserował film krótkometrażowy na podstawie własnego scenariusza – Man in the well (井里的人, Jing li de ren). W 2017 roku uczestniczył w warsztatach filmowych, które prowadził Béla Tarr, a także rozpoczął pracę nad swoim pełnometrażowym debiutem (Siedzący słoń, 大象席地而坐, Daxiang xi di er zuo). Nie doczekał uznania, jakie zyskała jego ostatnia produkcja – 12 października 2017 roku, 29-letni wówczas reżyser, popełnił samobójstwo w swoim mieszkaniu. W następnym roku pośmiertnie wydane dzieło Hu Bo uhonorowano na festiwalu Berlinale wyróżnieniem specjalnym w kategorii Najlepszy pierwszy film oraz nagrodą Forum przyznawaną przez Międzynarodową Federację Krytyków (FIPRESCI).

## Wybrana twórczość literacka
- 2017牛蛙 (Niuwa, Bullfrog) – powieść kryminalna z wątkami fantastycznymi. „Wielka żaba zamordowana z zimną krwią. Dziwny i nierealny ślub. Ciążąca nad miastem katastrofa[4].

- 2017 大裂 (Dalie, Big Crack) – zbiór opowiadań Hu Bo, z nagrodzonym Big Crack włącznie. Napisany w zaskakującym i nietypowym stylu[5].

- 2018 远处的拉莫 (Yuanchu de Lamo, Farewell to the Faraway) – „Ostatnie spisane przed śmiercią Hu Bo dzieło jest niejako studium jego ostatnich dni spędzonych w alienacji od świata[6].”

## Filmografia
- 2014 夜奔 (Yeben, Night Runner) – film krótkometrażowy opisujący losy człowieka cierpiącego na nieznośny uraz pleców i jego drogę do odkupienia[7].

- 2014 远处的拉莫 (Yuanchu de Lamo, Distant Father) – film na podstawie książki o tym samym tytule.

- 2016 井里的人 (Jing li de Ren, Man in the well) – film krótkometrażowy. Apokalipsa. Dwójka głodujących dzieci znajduje w ruinach martwego człowieka[8].

- 2018 大象席地而坐 (Daxiang xi di er zuo, Siedzący słoń) – pełnometrażowy debiut reżyserski Hu Bo. „Dzień z życia mieszkańców chińskiego miasteczka, których losy tworzą wielowątkową, mozaikową konstrukcję[9]”. Plotka głosi, że w północnochińskim mieście Manzhouli znajduje się słoń, który nie robi nic innego poza siedzeniem i ignorowaniem świata. Ta historia staje się obsesją dla wielu różnych bohaterów (Wanga, którego syn chce oddać do domu spokojnej starości; Bu – ucznia, który odpowiedział przemocą na prześladowanie; Chenga czującego odpowiedzialność za samobójstwo bliskiej osoby i wielu innych), a ich losy opowiedziane zostają w ciągu jednej doby od zmierzchu do świtu, kiedy to odjeżdżać do Manzhouli ma nocny pociąg[10].

## Nagrody i wyróżnienia
- 2015: Nagroda dla najlepszego reżysera podczas 5. Edycji Golden Koala Chinese Film Festiwal za 远处的拉莫 (Yuanchu de Lamo, Distant Father)[11].
- 2018: Nagroda za najlepszy film pełnometrażowy, za najlepszy scenariusz adaptowany oraz nagroda publiczności podczas 55. Edycji Taipei Golden Horse Film Festival za 大象席地而坐 (Daxiang xi di er zuo, Siedzący słoń)[12].
- 2018: Wyróżnienie specjalne za najlepszy debiut pełnometrażowy oraz nagroda FIPRESCI podczas 68. Międzynarodowego Festiwalu Filmowego Berlinale[3].